# Schwäbische Zeitung
Schwäbische Zeitung är en tysk regional dagstidning för Schwabenregionen i sydöstra Baden-Württemberg, grundad 1945. 
Tidningen betecknar sig i tidningshuvudet som "oberoende dagstidning för kristen kultur och politik" och har sexdagarsutgivning, måndag–lördag. Formatet i den tryckta upplagan är s.k. rhenskt format, 320 x 480 mm med sju spalter. 
Schwäbische Zeitung ägs av Schwäbischer Verlag och huvudredaktionen och förlagsledningen finns sedan 2013 i ett nytt redaktionshus i Ravensburg, efter att 1945–2013 haft sitt säte i Leutkirch im Allgäu. Den sålda tryckta upplagan uppgick inklusive alla lokalutgåvor till 166 279 exemplar 2:a kvartalet 2016. Chefredaktör är sedan 2011 Hendrik Groth.

## Utbredningsområde och lokalutgåvor
Tidningen har följande lokala redaktioner och utgåvor:
- Ipf- und Jagst-Zeitung i Ellwangen
- Aalener Nachrichten i Aalen
- Laichingen
- Ulm
- Ehingen
- Laupheim
- Riedlingen
- Biberach an der Riss
- Sigmaringen
- Trossinger Zeitung i Trossingen
- Heuberger Bote i Spaichingen
- Bad Saulgau
- Messkirch
- Gränzbote i Tuttlingen
- Bad Waldsee
- Pfullendorf
- Leutkirch im Allgäu
- Ravensburg
- Markdorf
- Wangen im Allgäu
- Tettnang
- Friedrichshafen
- Lindauer Zeitung i Lindau.